# Dorea
Dorea è un genere di batterio appartenente alla famiglia delle Clostridiaceae.